# Dahlica exulans
Dahlica exulans is een vlinder uit de familie zakjesdragers (Psychidae). De wetenschappelijke naam van deze soort is voor het eerst geldig gepubliceerd in 2000 door Herrmann.
De soort komt voor in Europa.